# Mały sekret
Mały sekret (port. Pequeno Segredo) – brazylijsko-nowozelandzki dramat filmowy z 2016 roku w reżyserii Davida Schürmanna. Obraz został zgłoszony jako brazylijski kandydat do Oscara dla najlepszego filmu nieanglojęzycznego w 2017 roku, jednak ostatecznie nie otrzymał nominacji.

## Opis
Nowozelandczyk udaje się do Amazonii i zakochuje się w miejscowej kobiecie, z którą ma dziecko. Potem poznaje brazylijskie małżeństwo żeglarzy i powierza im swoją córkę od opiekę.
Film jest oparty na faktach i nawiązuje do historii Kat Schürmann, adoptowanej siostry reżysera, która zmarła w 2006 roku, na miesiąc przed swoimi trzynastymi urodzinami. Od urodzenia była nosicielką wirusa HIV.

Był to ogromny szok dla naszej rodziny. Półtora roku później powiedziałem rodzicom, że chciałbym opowiedzieć tę historię w formie fikcji. Miała to być historia pełna miłości. Opowieść o spotkaniu ludzi z dwóch krańców świata, którzy mogą wpływać na jego losy. Dlatego zdecydowałem się na opowiedzenie trzech równoległych historii, aż do momentu, w którym one się spotykają i widz odkrywa wszystkie sekrety tego filmu.

{{Cytat}} Gołe linki: "źródło".

## Produkcja
Zdjęcia kręcono w Brazylii (Florianópolis, Belém) i Nowej Zelandii.

## Obsada
- Marcello Antony – Vilfredo Schürmann
- Julia Lemmertz – Heloisa Schürmann
- Maria Flor – Jeanne
- Erroll Shand – Robert
- Mariana Goulart – Kat Schürmann
- Fionnula Flanagan – Bárbara
- Thaís Comim – Sophia
- Alice Berton – Luana

## Nagrody
Źródło
| Rok  | Festiwal                           | Nagroda                     | Wynik     |
| ---- | ---------------------------------- | --------------------------- | --------- |
| 2017 | Grande Prêmio do Cinema Brasileiro | Efekty specjalne            | Nagroda   |
| 2017 | Grande Prêmio do Cinema Brasileiro | Najlepszy reżyser           | Nominacja |
| 2017 | Grande Prêmio do Cinema Brasileiro | Najlepsza aktorka           | Nominacja |
| 2017 | Grande Prêmio do Cinema Brasileiro | Najlepsza ścieżka dźwiękowa | Nominacja |